# 16693 Moseley
16693 Moseley este un asteroid din centura principală de asteroizi.

## Descriere
16693 Moseley este un asteroid din centura principală de asteroizi. A fost descoperit pe 26 decembrie 1994 la Observatorul Siding Spring de David J. Asher. Asteroidul prezintă o orbită caracterizată de o semiaxă mare de 2,66 ua, o excentricitate de 0,18 și o înclinație de 11,3° în raport cu ecliptica.